# Птоломей ΙΙ
Птолемей (грецька: Πτολεμαῖος) — цар Епіру, молодший син Олімпії II Епірської та Олександра II Епірського. Він був братом Пірра ІІ та Фтії Македонської.

## Правління
Його назвали на честь покійного дядька Птолемея. Він зайняв престол після смерті свого старшого брата Пірра II, але царював лише дуже короткий час (з 237 р. до н. е. до 234 р. до н. е.), відправившись у військову експедицію, під час якої він захворів і помер, або, за словами Полієна, його зрадницько вбили.
Після смерті правителькою сталі його племінниця Діадамія.